# فايزة رشدي
فايزة رشدي (1921 - 29 يناير 2003) هي مغنية مصرية-إسرائيلية.

## حياتها
وُلِدت فايزة رشدي لراشيل وديفيد في الإسكندرية سنة 1921، باسم مريم بونين، في عائلة مكونة من ثلاثة أشقاء. توفي والدها عندما كانت في السابعة من عمرها. فازت بعرض مواهب. قررت الفنانة فاطمة رشدي تبني موهبة فايزة في فرقتها. لدعم أسرتها في النفقات واتخذت اسم فايزة رشدي اسم فني لها. وبعد النجاح انتقلت العائلة إلى القاهرة ، وبدأت مسيرتها الفنية مغنية وممثلة سينمائية، كما سمعت أغانيها في الإذاعة.

## مسيرتها
بعد وفاة والدتها عام 1951، غادرت مصر وذهبت إلى إسرائيل مع شقيقيها، تزوجت للمرة الأولى. وكان زوجها مقامرًا وأنفق معظم الأموال التي أحضرتها معها من مصر. انفصل الزوجان بعد أربع سنوات. في عام 1954 ، انضمت إلى هيئة الإذاعة الإسرائيلية كمغنية رئيسية في أوركسترا صوت إسرائيل باللغة العربية، بقيادة زوزو موسى. وقد ألف لها ما يقارب 250 أغنية، منها أغاني تتضمن أبياتاً وكورالاً ، بالإضافة إلى موشحات أندلسية وموالد وأغاني شعبية مصرية وسورية وعراقية كتبت خصيصاً لها. واذعات أغانيها، وظهرت في السبعينيات في برامج تلفزيونية عربية مع موشيه إلياهو . ومن بين الكتاب والملحنين الذين عملوا معها: فلفل كرجي وصالح وداوود الكويتي وزوزو موسى ونسيم رجوان وألبرت إلياس وزكي سرور وغيرهم.
- جاءت لأول مرة لتؤدي عروضها في إسرائيل في عام 1946.

أثناء حرب 1967 عثر على تسجيل لها في إذاعة المملكة الأردنية الهاشمية ، أحضرته من مصر مع أغنية سجلتها في مصر بعنوان "رحو الحبايب فين.
وفي أوائل الستينيات، تزوجت مرة أخرى من إسحاق توسيا كوهين وأنجبت منه ابنتها الوحيدة، يافي توسيا كوهين ، التي أصبحت فيما بعد ممثلة ومغنية. بعد زواجها توقفت عن التمثيل. في عام 1965، انفصل الزوجان وعادت فايزة إلى التمثيل، وظهرت على مر السنين في إسرائيل وحول العالم.
عُرض على القناة الأولى في إطار برنامج "القصة الحقيقية" الفيلم الوثائقي "الأم فايزة" الذي يصف العلاقة بين فايزة وابنتها، من إخراج سيجاليت بناي .